# کم‌ماهیچگی

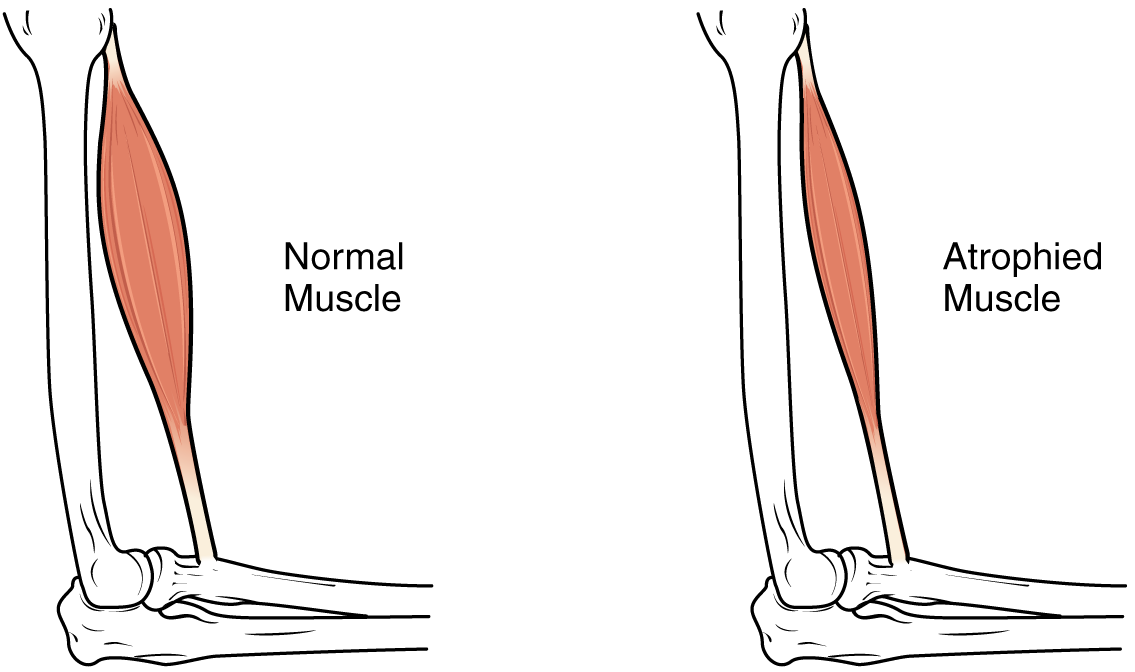
کم ماهیچگی از کتاب درسی آناتومی و فیزیولوژی منتشر شده در ۱۸ مه ۲۰۱۶

کم‌ماهیچگی یا سارکوپنیا(به انگلیسی: Sarcopenia) به از دست رفتن و زوال توده ماهیچه‌های اسکلتی بدن به دلیل پیری گفته می‌شود. انسان‌ها پس از سن ۲۵ سالگی هر سال نیم درصد تا یک درصد از توده عضلانی خود را از دست می‌دهند.
معمولاً بعد از سن ۴۰ سالگی در هر دهه ۵ درصد از حجم ماهیچه‌ها از دست می‌روند و این موضوع از آن جا که ماهیچه‌ها نقش اصلی را در تعیین قدرت فیزیکی دارند، بسیار مهم است. بعد از سن ۶۰ سالگی ۶۵ درصد مردان و ۳۰ درصد زنان به کم‌ماهیچگی متوسط تا شدید مبتلا می‌شوند.
بررسی‌هایی که بر روی موش‌ها انجام شده نشان می‌دهد که، کم‌ماهیچگی زمانی رخ می‌دهد که کلسیم توسط گروهی از پروتئین‌های سلول‌های ماهیچه‌ای بنام کانال‌های ریانودین به بیرون تراوش می‌کند. این تراوش‌ها، زنجیره‌ای از رویدادها را راه‌اندازی می‌نماید که سرانجام توانایی انقباض ماهیچه را محدود می‌سازد.

## دلایل سارکوپنیا
این اختلال نه تنها باعث از دست دادن عضلات می‌شود بلکه افراد مسن را مستعد زمین‌خوردن و شکستگی می‌کند. ضعف و کاهش در میزان عضلات که از استخوان‌ها حمایت می‌کند، فرد را مستعد آسیب دیدگی می‌کند. تا امروز هیچ درمانی برای این اختلال وجود ندارد اما دارویی به نام یوروکورتین II در حال آزمایش است. این داروی تزریقی تولید هورمونی را تحریک می‌کند که مانع کوچک شدن عضلات می‌شود. اگرچه درمان جایگزین هورمون در نظر گرفته شده اما دارای موانع عمده‌ای است. درمان جایگزین هورمون می‌تواند باعث بروز سرطان و بیماری‌های متعددی شود. کارشناسان در حال بررسی تأثیر گذاری تستسترون و مکمل‌های رشد انسانی و داروهایی برای سندروم متابولیک ضد سارکوپنیا هستند.
مهم‌ترین دلایل سارکوپنیا:
- کاهش پیدا کردن برخی هورمون‌ها مانند تستسترون و هورمون رشد انسانی، که در رشد و حفظ عضله نقش مهمی دارد.
- افت تعداد سلول‌های عصبی ارسال کننده علایم از مغز به فیبرهای عضلات، به کاهش تحرک در عضلات منجر می‌شود.
- کاهش اشتها که به کاهش مصرف کالری و پروتئین می‌انجامد، در حالی که این دو برای حفظ توده عضلات مهم است.
- کاهش توانایی بدن برای سنتز پروتئین و تبدیل آن به انرژی که باعث کاهش فعالیت فیزیکی افراد مسن می‌شود.